# Kanat de Khivà
El Kanat de Khivà (txagatai:  خیوه خانلیگی , Khivâ Khânligi; persa:  خانات خیوه , Khânât-e Khiveh; uzbek: Xiva Xonligien) fou un estat de l'Àsia central que existí en la regió històrica de Coràsmia de 1510 a 1920. Fou governada per la dinastia Kungrad, una branca del Kanat d'Astracan, que es consideraven descendents de Genguis Kan. La ciutat de Khivà n'era la captial.
El 1873, Khivà esdevingué un protectorat de l'Imperi Rus i, el 1920, el Kanat fou abolit i substituït per la República Popular Soviètica de Coràsmia. El 1924, el territori fou incorporat a la Unió Soviètica i després de l'esfondrament de la Unió Soviètica forma part de Karakalpakistan i la Província de Xorazm a l'Uzbekistan.

## Història

Bandera del Kanat de Khiva abans del 1917

Fou un estat de majoria ètnica usbec i turcman, fundat per Ilbars el 1512-1525 en l'antiga capital de Coràsmia. Estava compost per diversos begliks (dominis feudals) units per lligams laxos i els seus hakims (senyors) reconegueren l'autoritat del kan, però el seu poder unitari depenia de la seva puixança personal.
Els principals monarques foren, d'antuvi l'arabxàhida Arab Muhàmmad Khan I (1603-1626), qui dessecà el marge dret de l'amudarià per Urgenj (actual Konya-Urgenj) i instal·là la capital a Khivà. Els monarques Muhàmmad Isfendiar Khan (1623-1643), Abu l-Ghazi Bahadur Khan (1644-1663) i Abu l-Muzaffar Anuixa Khan (1663-1674) van viure una època d'esplendor en la que s'aliaren amb el kanat de Bukharà per a combatre els expansionistes perses. Fins i tot, Anuixa va conquerir Mashad i prengué el títol de Xa, adoptat també per Arang Muhammad Khan (1687-1691).
Però del 1686 al 1763 el kanat fou dominat primer pel kanat de Bukharà i després per Pèrsia; fou atacat el 1700 per Pere I de Rússia i el 1740 per Nàdir-Xah i entre el 1740-1770 pels turcmans yomuts. Finalment el inak Muhammad Amin (1755-1772) va recuperar un cert poder per l'estat. Després del 1691 la dinastia arabxàhida perd la seva posició dominant. Encara que els kans que van seguir a Niyaz tornaren a ser de la dinastia (o almenys eren genguiskànides), van perdre poder i en temps de Nàdir-Xah apareix el primer Inak, un cap tribal dels uzbeks que exercia com un primer ministre. El darrer kan genguiskànida, Abu l-Ghazi Khan III (1791-1804), fou deposat per l'Inak Iltazar que es va proclamar kan. Com que pertanyia a la tribu uzbek dels kungrats (o kongrat o kunkurat), aquest nom es va donar a la nova dinastia.
Iltazar Khan (1804-1806) fou doncs el primer inak que es proclamà kan. Va dominar la desembocadura del Sirdarià fins Kala-i-Mawr, i va evitar que Bukharà dominés l'oasi de Merv. Muhammad Rahim Bahadur Khan I (1806-1825) va fer incursions a territori kazakh, va sotmetre els karakalpaks i va assolar Khurasan.
Però Allah Kuli Bahadur Khan (1825-1842) hagué de defensar-se dels atacs del kanat de Kokand i del de Bukharà, així com dels primers intents de penetració russa el 1839 que l'obligaren a acceptar les primers condicions econòmiques i diplomàtiques. D'aquesta manera es van veure obligats a acceptar el vassallatge i protectorat rus el 1873, afeblits pels atacs de Bukharà i dels turcmans, i els deixaren governar a la riba dreta del Sirdarià. Els russos van obtenir el dret de residència, exempció fiscal dels mercaders i una indemnització de 202 milions de rubles a pagar en 20 anys.
El kan Isfandiyar Jurji Bahadur Khan (1910-1918) intentà recuperar el poder perdut i fou assassinat pel capitost turcman de nom Junaid Khan, qui va tenir al successor, Sayyid Abdullah Khan II (1918-1920) com un titella fins que fou deposat el 26 d'abril del 1920 pels bolxevics, que aboliren el feudalisme i l'esclavatge. Els mladobukartsy declararen aleshores la República Popular Soviètica de Coràsmia, que s'incorporaria posteriorment a la República Socialista Soviètica de l'Uzbekistan.

## Càrrecs de la cort, l'exèrcit i el clergat
Càrrecs de la cort
- Inaks, dels que cal distingir l'inak original, fins al 1804, i els inaks posteriors, governadors i consellers del kan
- Ataliks, consellers del kan per afers locals
- Kushbegi, primer ministre
- Mekhter, ministre de finances i interior
- Yesaulbaixis (yazaulbaixis/yazulbashi), guàrdies de la cambra, introductors d'estrangers a la cort; n'hi havia dos
- Diwanbaixi/divanbashi (diwanbegi), secretari del kan o comptable
- Mekhrema, camarlencs; n'hi havia dos

Càrrecs militars
- Mingbaixi (mingbashi), comandant de 1.000 guerrers a cavall
- Yuzbaixi/yuzbachi, comandant de 100 guerrers a cavall
- Onbaixi/onbashi, comandant de 10 guerrers a cavall

Càrrecs religiosos
- Kazi kelan, jutge suprem
- Kazi ordu, jutge militar
- Alem, cap de cinc muftís
- Reis, inspector d'escoles i supervisor general
- Muftí, cap religiós; un a cada ciutat
- Akhond, mestre que ensenyava l'Alcorà

## Kans de Khivà (Coràsmia fins a inicis delseglexvii)
Dinastia Arabxàhida
- Ilbars Khan I 1513 - 1518
- Sultan Haji Khan (Sultan Hajji Khan) 1518 - 1519
- Hasan Kuli Khan 1519 - 1524
- Sufiyan Khan (Sofian Khan) 1524 - 1529
- Bujugha Khan 1529 - 1535
- Avanek Khan (Avanesh Khan) 1535 - 1538
  - A Bukharà 1538 - 1540
    - Abd al-Aziz Khan 1538-1540
- Kal Khan 1540 - 1547
- Aqatay Khan (Aghatai Khan) 1547 - 1556
- Yunus Sultan 1556 - 1557
- Dost Khan 1557 - 1558
- Hajim Muhammad (Haji o Hajji Muhammad) 1558 - 1595 
  - A Bukharà 1595 - 1598 (excepte un parell de mesos el 1596)
    - Abd Allah ibn Iskandar 1595 - 1598
    - Abd al-Mumin ibn Abd Allah 1598
- Hajim Muhammad (restaurat) 1596, 1598 - 1602
- Arab Muhammad I 1602 - 1623
- Ilbars Khan II 1623
- Habash Sultan 1623
- Isfandiyar Khan (Isfendiar Khan) 1623 - 1643
- Yushan Sultan 1643-1644
- Abu l-Ghazi Khan I 1644 - 1663
- Anusha Khan 1663 - 1685
- Arang Muhammad Khan 1687 - 1691
- Shah Niyaz Khan (Shah Niyaz Ishaq Aga Ishaq o Aqa Shah Niyoz Khan) 1691 - 1702
- Arab Muhammad Khan II 1702 - 1704
- Musi Khan 1704 - 1706
- Hajji Muhammad Bahadur Khan 1706 - 1713
- Yadigar Khan 1713 - 1714
- Arang Khan 1714 - 1715
- Shir Ghazi Khan 1715 - 1732 
  - Timur Sultan vers 1723 - 1726 (Khan d'Aral)
- Ilbars Khan III 1732 - 1740
- Abu l-Khayr Khan 1740 (kan dels kazakhs de l'Horda Petita)
- Tagir Khan 1740-1741
- Nurali Khan 1741-1742 (després kan dels kazakhs de l'Horda Petita)
- Ertuk Inak 1742 (cap d'estat 1742, primer ministre 1742-1743)
- Abu l-Muhammad Khan 1742 - 1743
- Abu l-Ghazi Khan II 1743 - 1745
- Ghaip Khan (Kaip Khan) 1745 - 1760

### Kans titelles delsinaks
- Abd Allah Qarabay Khan 1760 - 1763 ?
- Sultan Timur Ghazi Khan 1763 - 1774 ?
- Ghaip Khan 1774 - 1791 (segona vegada) ?
- Abu l-Ghazi Khan III ibn Ghaip 1791 – 1804

Dinastia Kongrat
- Iltazar Khan (Iltazar Inak ibn Iwaz Inak Biy) 1804–1806
- Abu l-Ghazi Khan III ibn Ghaip 1806 (segona vegada)
- Muhammad Rahim Bahadur Khan I 1806–1825
- Allah Kuli Bahadur Khan 1825–1842
- Muhammad Rahim Kuli Khan 1842–1846
- Muhammad Amin Bahadur Khan 1846–1855
- Sayyid Abdullah Khan I 1855
- Kutlugh Muhammad Murad Bahadur Khan 1855–1856
- Sayyid Mahmud Bahadur Khan 1856
- Sayyid Muhammad Khan 1856–Setembre de 1864
- Sayyid Muhammad Rahim Bahadur Khan II (10 de setembre de 1864–Setembre de 1910)
- Isfandiyar Jurji Bahadur Khan (setembre de 1910–1 d'octubre de 1918)
- Sayyid Abdullah Khan II (1 d'octubre de 1918–1 de febrer de 1920)